# 李再春
李再春（1951年7月5日—1965年5月9日），男，籍貫湖北黃陂，為救在臺灣新店溪溺水的兒童而殉身。臺北市圓山曾有以其為名的再春游泳池，1980年代又於中山橋立銅像紀念。

## 生平
李再春生於1951年7月5日。父親李雲青為陸軍少校軍需官，湖北省黃陂縣籍；母親以製作糕餅貼補家用，為廣西籍。一家六口住在南機場達德新村克難街165巷60號。
據住在空南二村的湖北同鄉徐姓婦女回憶，李再春幼時前胸長了毒瘤，雙親到處找醫生，最後才由一名中醫生看好，但因此欠了許多債、家境貧困。等李再春讀國小四年級，知道此事後，便更勤快幫母親做家事。一次他媽媽半夜磨米粉，因過度疲勞在廚房小桌子上睡著，待她驚醒起來，發現身上披蓋了一張毛毯。李再春以好玩為藉口，叫媽媽先去睡，替媽媽完成工作。這件小故事，李再春母親曾向小部份鄰居提起過，大家最初也有點不太相信，有一次晚上徐太太到他們家玩，看見同一條巷裡住的孩子都在玩遊戲，祇有李再春仍在園子的廚房磨米粉，於是李再春的孝順才漸漸為鄰人親友知道。
徐姓婦女又說李再春放學後便挑糕餅去車站兜售。由於父親、長子李盛春長年在外，李再春就等於家中最長的孩子，每逢父親休假回家，李再春總會把家收拾好，跟他媽媽做點小菜，並總在家陪著爸爸聊天。後來李再春在勵行中學讀書時，因繳不起學費，不敢到學校去上課，但又不敢向母親要錢，東躲西藏，他媽媽知道後才向親友借錢。

### 殉身
1965年5月9日下午3點，臺北天氣炎熱，李再春與十二歲的弟弟李佑春因沒錢去東門游泳池，便去新店溪戲水。李佑春回憶，當時在溪畔玩水的孩子總共有十數人之多，兄長李再春與另一孩子在挖沙船上玩。3點半，李佑春在沙坵上見到孩童任永豪涉水下去一路往前走，走到深水及胸之際，突然害怕揮手。正當許多孩子無法可施之際，李再春突然從船上躍入水中，把任永豪救起。李佑春也跑過來接起任永豪後，便聽到兄長叫了兩聲救命，沉了下去不再上來。
當刻剛好有位七分局泉州街派出所的警員許德亭休假經過該地，立即洽請停靠在河邊的一條木船前往救助，被船夫索價五百元，後以卅元成交，可是打撈了一個多小時並無所獲。該警員任職於北市交通隊，1956年4月7日因協助一位雙目失明的退役軍人車費、投宿，被目睹的市民投書警局請予嘉獎。當日救助李再春的努力失敗後，許德亭又將身上剩下的五元送給了李再春母親，同時表示將再盡最大的努力來協助死者的家屬打撈。
10日上午8點，泉州街派出所巡官林維苓、警員許德亭、李劍鋒、溫鵬霄和勵行中學教官石元初等，即去新店溪打撈屍體，上午11點50分左右在原地找到。
11日，李再春家中擠滿了前往慰問的人，由警員許德亭、陸軍供應司令部袁思敬中校、陸軍總部黃仁傑、郭達中校，替李家接待客人，代收慰問金等。行政院長嚴家淦、參謀總長彭孟緝、教育部長閻振興、陸軍總司令部政戰部主任江國棟、二九一九部隊長鄭為元，以及中國國民黨中央委員會第五組主任詹純鑑等分別派員送慰問金。下午6點20分，時任國防部長的蔣經國前來慰問，之後又到同巷的47號探視任永豪。
17日上午火葬，由治喪會主任委員崔德禮主祭，先後有達德新村、光華部隊、陸軍總部、板橋中學、省立北商、華僑中學、稻江家職、師大附中、中興中學、大同中學、育達商職等機關學校代表公祭。
19日，薇薇夫人在她於《聯合報》專欄撰文說家鄉長輩常說太懂事、太乖巧的孩子恐不得長壽，她覺得這老話有道理，並用老人的宿命論來解釋說這孩子是來還債的。

## 紀念

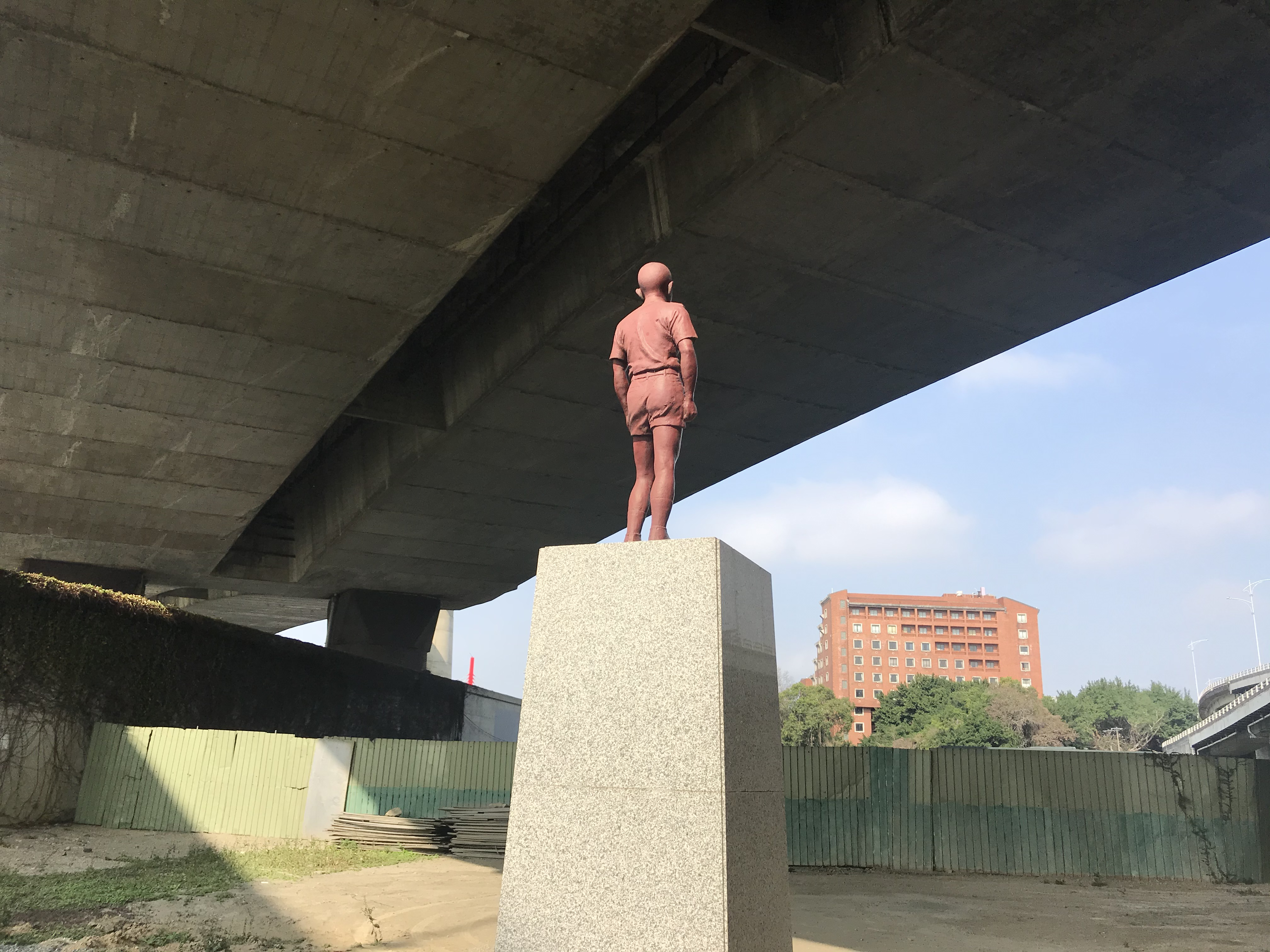
李再春銅像背面照與中山舊橋殘骸、劍潭海外青年活動中心。

1965年5月20日上午在中山兒童樂園體育館舉行追悼會，由救國團主任蔣經國主持，李再春螢橋國校同學、對門鄰居的郭筱萍先報告事蹟。蔣經國在會上稱讚李再春是因平常孝順才擴大成為勇，死是有價值、有意義的，鼓勵青年在國家多難的時候正是培養自己報效國家的良機，並要救國團籌建一個兒童游泳池，命名「再春游泳池」，使窮苦兒童有安全的、衛生的地方游泳。9月10日，中秋節，李佑春親自為再春游泳池破土。12月17日，全國各界表揚好人好事運動推行委員會宣布新和國校六年丙班的李佑春，因協助兄長救新和國校一年己班的任永豪得好人好事獎。
1966年5月20日，由榮民工程處承包設計位在圓山中山橋北端的再春游泳池舉行落成典禮，包括兩個小游泳池，一個大游泳池及一個溜冰場，另外還有休息室、更衣室、飲食部等，貧寒學生免費優待。救國團在此舉辦拯溺技術研究會，由王海雲訓練救生人員。
再春游泳池因興建圓山交流道於1970年代末關閉三年多後，1980年4月19日重新開放，並增設復興商工塑造的李再春銅像。紅銅色的銅像為李再春著小學生夏季卡其服裝，剃三分頭，連同基座高約215公分。同樣在1965年救人死去的蕭曜友與鄭漢則次年1966年就立像。於新店溪救人犧牲而立像的還有李合豐。
之前孟瑤在吳振立殉身時，曾呼籲不能以像為林添禎立像的理由去鑄造孩童的小義人像，藉此鼓勵孩童在夏日追隨著那些小義士，匆匆地走完自己的人生旅程，並表示假若盲目的犧牲也被歌頌也被提倡，不僅違反了義的本意，甚至是殘忍的。像1966年在瑞芳鎮救溺犧牲的陳正宗與楊燦煇兩少年、1984年在林園鄉救溺犧牲的孩童劉旗勝、2000年在東港鎮救溺犧牲的少年吳坤修都曾有立像的計畫。
1987年5月11日，李佑春到救國團捐出新台幣二十五萬元，作為成立紀念李再春義行獎的基金。同年6月13日，義行獎頒獎典禮上，李佑春與任永豪再度在再春游泳池會面。
1992年，再春游泳池拆除。因中山二橋的興建，李再春銅像在1994年失蹤。2010年在中山二橋橋底旁重現時，市民感嘆李再春的故事已被遺忘。